# Нежински район
Нежински район (на украински: Ніжинський район) е район на Черниговска област, Северна Украйна. Центърът на района е град Нежин. Населението на района е 228 700 души (2020). 

## История
На 18 юли 2020 г., като част от административната реформа на Украйна, броят на районите на Черниговска област е намален на пет, а територията на Нежински район е значително разширена. Четири предишни района – Бахмачки, Бобровицки, Борзнянски и Носовски, както и град Нежин, който преди това е град с областно значение извън района, са включени в Нежински район.

## Подразделения
След реформата от 2020 г. районът се състои от 17 громади.